# 明恒
明恒，满洲镶白旗人，是一名清朝政治人物。
明恒曾于嘉庆二十三年接替俞恒润任兴化府知府一职，嘉庆二十四年由项国楠接任。